# La película
La película és una pel·lícula argentina dirigida per José María Paolantonio sobre el seu propi guió escrit en col·laboració amb Ernesto Frers. Es va estrenar el 2 d'octubre de 1975 i va tenir com a protagonistes a Ernesto Bianco,Fernanda Mistral, Alejandra Boero, Pablo Cedrón, Nora Cullen, Ricardo Espalter, Cacho Espíndola, Diana Maggi, Héctor Pellegrini, Horacio Roca, Marilina Ross, Hugo Soto, Osvaldo Terranova i María Valenzuela. Es tracta de l'òpera prima de Paolantonio i se situa en la temàtica del cinema dins del cinema..

## Sinopsi
Un fotògraf filma en un pueblito de l'Argentina (Uribelarrea) una pel·lícula documental sobre el rodatge que està fent en el lloc una productora estrangera.

## Repartiment
Els actors que van intervenir foren:
- Ernesto Bianco
- Alejandra Boero
- Pablo Cedrón[2]
- Nora Cullen
- Ricardo Espalter
- Juan Carlos De Seta
- Fernanda Mistral
- Cacho Espíndola
- Diana Maggi
- Héctor Pellegrini
- Horacio Roca
- Marilina Ross
- Hugo Soto
- Osvaldo Terranova
- María Valenzuela
- Tina Serrano
- Osvaldo Bonet
- Salvador Santángelo

## Crítiques
La crònica de Clarín va expressar:
| « | “L'humor sofisticat s'uneix al capital de dolços records provincians de Paolantonio… una idea intel·ligent a la qual va faltar projecció.” L'Heraldo del Cine va opinar que “es va intentar desmitificar un món cinematogràfic mercenari i alhora patètic on les estrelles apareixen… com a herois inassolibles”. | » |

## Premis
- Premio Ópera Prima al Festival Internacional de Cinema de Sant Sebastià el 1976.[1]